# نقد موسی
موسی پیامبر یهودیان و پایه‌گذار دین یهود است. با توجه به اینکه موسی از سوی مسلمانان و مسیحیان و یهودیان شخصی مقدس انگاشته می‌شود، بیشتر انتقادات از سوی خداانگاران، ندانم‌گرایان و خداناباوران به او وارد آمده‌است. موسی برای دفاع از یک عبرانی، یک مصری رابه قتل می‌رساند.